# Can Bondia (Sant Martí de Llémena)
Can Bondia és un edifici al terme de Sant Martí de Llémena (el Gironès) de planta baixa i un pis, de mides reduïdes, al qual se li ha adossat un gran porxo de dos nivells al davant. El porxo està cobert a dues aigües i amb el carener perpendicular a la façana principal. Està format per pilars quadrats de pedra que aguanten cairats de fusta. Els dos nivells del porxo són deguts a una prolongació de la casa en planta baixa, amb accés propi i terrassa al damunt, dins el mateix porxo.